# Marcelo Ferreira
Marcelo Bastos Ferreira (* 26. September 1965 in Niterói) ist ein ehemaliger brasilianischer Segler.

## Erfolge
Marcelo Ferreira nahm viermal an Olympischen Spielen mit Torben Grael in der Bootsklasse Star teil. Die beiden belegten zunächst 1992 in Barcelona zunächst den elften Platz, ehe sie vier Jahren darauf die Regatta in Atlanta auf dem ersten Rang beendeten. Mit 25 Punkten wurden sie vor dem schwedischen und dem australischen Boot Olympiasieger. Bei den Olympischen Spielen 2000 in Sydney gelang ihnen mit dem dritten Platz der erneute Sprung in die Medaillenränge. Auch 2004 in Athen waren Ferreira und Grael erfolgreich: bereits vor dem abschließenden elften Rennen standen sie als Olympiasieger fest und gewannen die Regatta mit 42 Gesamtpunkten.
Bei Weltmeisterschaften gewann Ferreira zwischen 1990 und 2010 insgesamt zehn Medaillen, neun davon mit Torben Grael. 1990 wurden sie in Cleveland gemeinsam Weltmeister, zudem sicherten sie sich fünf Silber- und drei Bronzemedaillen. 1997 trat er mit Alexander Hagen an und wurde mit diesem in Marblehead Weltmeister. 1989, 1991 und 2003 gelang ihm jeweils mit Torben Grael der Titelgewinn bei den offenen Europameisterschaften.
Im Volvo Ocean Race 2005–2006 war er Crewmitglied des Teams Brasil 1, das den dritten Platz belegte.